# Titaÿna

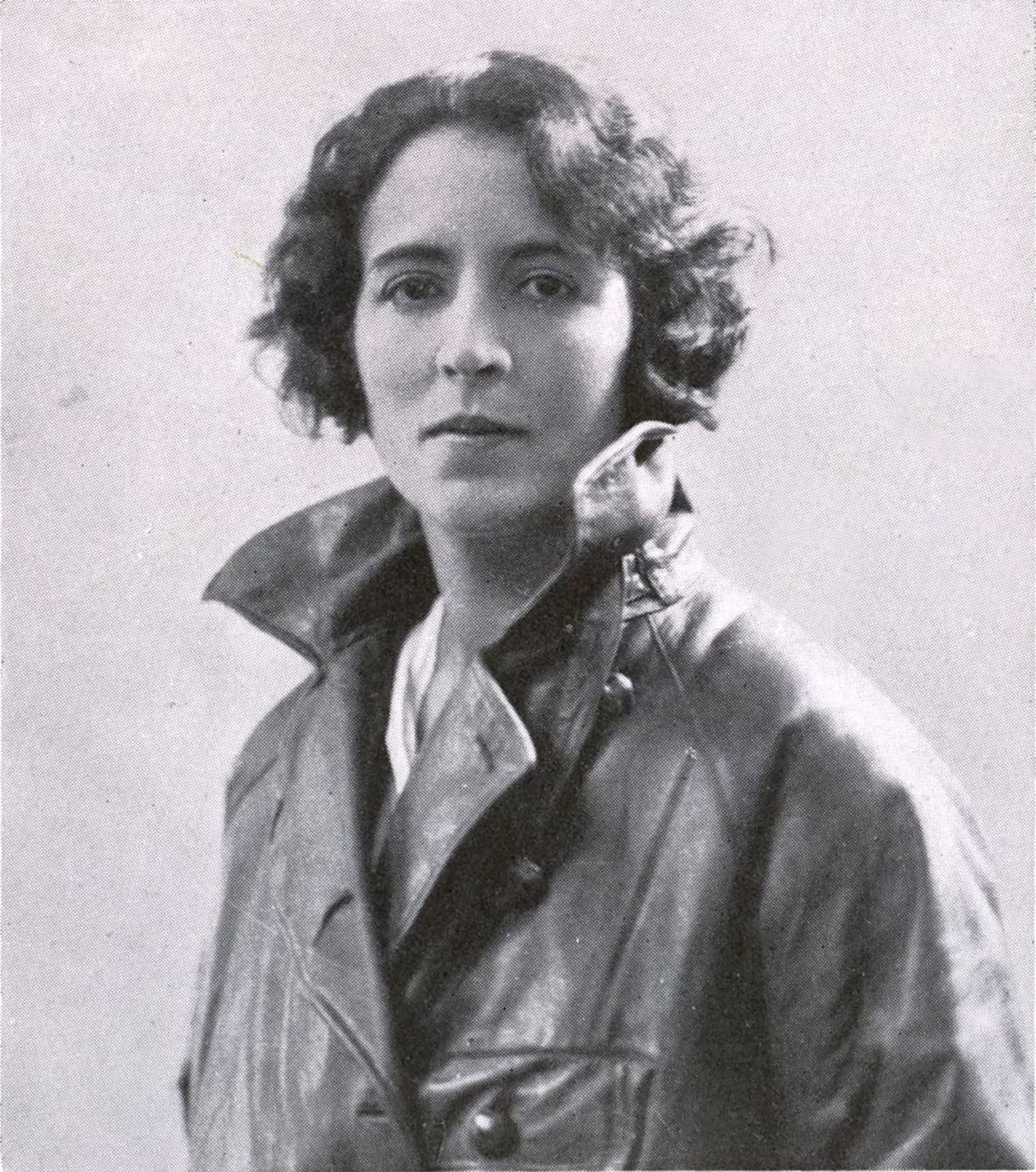
Titaÿna, Fotografie von Henri Manuel (1935)

Titaÿna ist der Schriftstellername von Élisabeth Sauvy-Tisseyre (* 1897; † 1966), der ältesten Schwester von Alfred Sauvy, sie war Journalistin und Reporterin für die Boulevardzeitung Paris-Soir in den Jahren 1925 bis 1939. Während der deutschen Besatzung (und schon davor) schrieb sie besatzerfreundliche Artikel und wurde nach der Befreiung angeklagt. Sie zog sich nach San Francisco zurück. Ihre Biographie schrieb Benoît Heimermann.
Sie interviewte die Mächtigen ihrer Zeit: Atatürk, Abd el-Krim, Mussolini, Hitler.
Sie ist Autorin zahlreicher Reise- und Forschungswerke, darunter La caravane des morts, worin sie ihre Reise durch den Irak und Persien beschreibt und unter anderem das religiöse Leben der  Schiiten schildert.

## Werke
- La Caravane des Morts. Paris: Editions des Portiques, 1930

in deutscher Übersetzung
- Rund um meinen Geliebten. Leipzig/Wien: C. Weller & Co Verlag, 1928. Berechtigte Übertragung aus dem Französischen von Trude Reitler
- Meine Geliebte, die Ungekannte. Leipzig: C. Weller & Co Verlag, 1928. Aus dem Französischen übertragen von Trude Reitler
- Die Insel der Schönheit. Reisenovellen. Berlin/Wien: Glöckner-Verlag, o. J. [1929]